# Torre del Parque 1

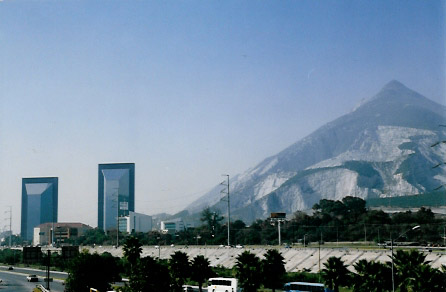
Torre del Parque 2 a la izquierda.

Torre del Parque 1 es un edificio ubicado en Boulevard Díaz Ordaz #140 en la ciudad de Monterrey, Nuevo León y cuenta con 7 elevadores (ascensores). El edificio se convirtió en 1996 en el tercero más alto de la ciudad hasta 1998 que es concluida la construcción de la Torre del Parque 2 de 120 m. Actualmente es noveno más alto de la ciudad y uno de los más modernos del norte de México.

## La Forma
- Su altura es de 112 metros y tiene 24 pisos.

- La altura de piso a techo es de 3.69 m.

- El área total del rascacielos es de 35,700 m².

## Detalles Importantes
- Su construcción comenzó en 1995 y finalizó en 1996 para convertirse en el segundo edificio más alto de Monterrey hasta el año 2000, fecha en que pasó al cuarto puesto por la construcción de la Torre CNCI.

- Tiene 5 niveles subterráneos de aparcamiento.

- Los materiales que se usaron en su construcción fueron cristalería, en la mayor parte de su estructura; acero y concreto.

- Su constructora fue PRODEMEX.

## Datos clave
- Altura: 100 metros.
- Área Total: 35,700 m².
- Pisos: 5 niveles subterráneos de estacionamiento y 24 pisos.
- Condición: En Uso.
- Rango: 	
  - En Monterrey: 5º lugar
  - En el Área Metropolitana de Monterrey: 6º lugar